# 四海镇
四海镇是中国北京市延庆区下辖的一个镇。

## 历史
以四海地区为中心设置的四海县1947年1月3日首次成立，1947年12月被中共平北地委以时任县委领导“右倾”错误为由撤销，1948年4月又恢复四海县建制，中华人民共和国成立初期属察哈尔省。1951年9月，四海县被撤销，其原属两个区划归延庆县，1956年设四海乡（1958至1983年称四海公社），1995年10月改为四海镇。

## 行政区划
四海镇下辖1个社区、18个村委会：四海镇；四海、菜食河、海字口、西沟外、西沟里、椴木沟、岔石口、永安堡、郭家湾、石窑、大胜岭、黑汉岭、大吉祥、上花楼、王顺、前山、楼梁。